# الکساندر سروف
الکساندر سروف (روسی: Александр Серов؛ زادهٔ ۲۴ مارس ۱۹۵۴) یک خواننده، آهنگساز، تنظیم‌کننده و نوازنده اوکراینی‌الاصل اهل روسیه است. وی از سال ۱۹۸۷ میلادی تاکنون مشغول فعالیت بوده‌است.
وی بابت فعالیت‌های هنری‌اش، برندهٔ جایزهٔ هنرمند مردمی روسیه شده است.
او هیچ نسبتی با آهنگساز کلاسیک قرن نوزدهم «الکساندر نیکلایوویچ سروف» (که دقیقاً همنام اوست) ندارد.